# Ulmer (Caroline du Sud)
Pour les articles homonymes, voir Ulmer.
Ulmer est une ville située dans le comté d'Allendale, dans l’État de Caroline du Sud, aux États-Unis. Lors du recensement de 2020, elle comptait 65 habitants.